# 竹内仁美
竹内 仁美（たけうち ひとみ、4月27日 - ）は、日本の女性声優。フトゥールム準所属。静岡県静岡市清水区出身。身長148cm、血液型はO型。

## 来歴・人物
竹内は2012年、TVアニメ『ガールズ&パンツァー（ガルパン）』の澤梓役（ウサギさんチーム）としてデビューした。海上自衛官だった父親の影響で、声優を目指す前は自衛隊の仕事を考えていた。『ガルパン』はヒット作となり、劇場版（2015年公開）が制作されることになった。竹内は2014年11月、茨城県大洗町で開催されたファンイベント「ハートフル・ラビット・ファンミーティング」に同じウサギさんチームのキャラクターを演じる中里望・多田このみ・山岡ゆり・秋奈らとともに出演し、2015年1月から2016年5月まで、彼女らとともにインターネットラジオ「ガールズ&パンツァーRADIO ウサギさんチーム、訓練中!」のパーソナリティを務めた。
『ガールズ＆パンツァー 最終章』の公開を控えた2017年4月からは「ガールズ&パンツァーRADIO ウサギさんチーム、まだまだ訓練中!」に出演した。2018年1月、その公開録音がお台場の東京国際交流館で開催され、番組中で繰り広げられていたウサギさんチームの対決ミッションは最終的に会場客の投票で決着し、1位に選ばれた竹内は追加収録での単独パーソナリティ権を獲得している。
2018年4月、一般人の男性と2017年に結婚し、妊娠中であることを公表した。その後、男児の出産を報告した。2019年5月末日をもってトリトリオフィス時代から所属していたパワー・ライズを離れ、フリーとなった。2019年12月、地元静岡の有限会社リップスに所属したことを報告した。2020年には、第2子（男児）を出産したことを公表した。
2021年に公開された『最終章』第3話は、主役チームの隊長車が序盤で脱落するという衝撃的な展開で幕を閉じた。事前に話の筋を聞かされていなかった竹内ら声優陣もこれには驚いたが、竹内は続く内容を楽しみにしてアフレコの日を再び待った。梓が隊長を引き継ぐという第4話（2023年公開）の台本を渡された竹内は手が震えた。梓はその以前から次期隊長候補として名の上がることの多いキャラクターであったが、竹内は最終章でそのような展開が巡ってくることを想定していなかった。第3話までの収録では気心の知れたウサギさんチームでまとまることが多かったが、第4話では、竹内にとっては先輩にあたる植田佳奈・井澤詩織らと一緒に収録をおこなうことになり、竹内はスタジオで緊張した。うまく演じられないパートが後回しになったところへ、控えていたウサギさんチームの面々がやってきて励まされたり、舌を噛むような箇所では一旦休憩が入って、その間植田に助言されたりすることがあった。収録のあとは足が震えていたと竹内は語った。
2024年4月18日より、フトゥールムに準所属。
清水エスパルスと水戸ホーリーホックのファンである。学生時代はエスパルスの本拠地である日本平スタジアム内の売店でアルバイトをしていた。趣味としては神社巡り、タロットカード占い、ガーデニングを挙げている。

## 出演
太字は主役・メインキャラクター。

### テレビアニメ
- ガールズ&パンツァー（2012年、澤梓[21]）
- Dies irae（2017年、女の子[22]）

### 劇場アニメ
- ガールズ&パンツァー 劇場版（2015年、澤梓）

### OVA
- ガールズ&パンツァー「これが本当のアンツィオ戦です!」（2014年、澤梓[23]）
- ガールズ&パンツァー 最終章（2017年 - 2023年、澤梓[24]）

### ゲーム
2014年
- ヒーローズプレイスメント エピソード2 網走帝国の逆襲（熱海静音、青梅ゆかり、洞内闇見）
- ウチの姫さまがいちばんカワイイ（女色姫 リリル・リリー）
- ガールズ&パンツァー 戦車道、極めます!（澤梓、スペシャル座談会ナレーション）

2015年
- アスディバインディオス
- 九十九姫（白理、沙耶、公萌）
- アスディバインメナス（ラトナ）
- レヴナントドグマ（エリーズ）
- グロリアスセイバー（ハル）
- ガールズ&パンツァー 戦車道大作戦!（澤梓）

2016年
- 天空のクラフトフリート（リーシェ、コモモ）
- かんぱに☆ガールズ（ニコラ・ロンブローゾ、レヴィ・イェザン）
- ブレイジングオデッセイ（マルガレータ）
- プラマイウォーズV（喜多志保）
- りっく☆じあ〜す（90式戦車Ⅱ型、T-90、10式戦車改、M19対空自走砲）

2017年
- クラッシュ・オブ・パンツァー（マルカ・ワシリーィエヴァ・オクチャブリスカヤ）
- 巨影都市（岩渕唯）
- 千の刃濤、桃花染の皇姫（伊那子柚）

2018年
- ガールズ&パンツァー ドリームタンクマッチ（澤梓）
- 23/7 トゥエンティ スリー セブン（井伊直虎、フェルディナンド・マゼラン）
- ガールズ&パンツァー あつまれ! みんなの戦車道!!（澤梓）

2019年
- ガールズ&パンツァー ドリームタンクマッチDX（澤梓）
- ちょいと召喚! モンスターバスケット（ネクロマンサー・ビビ、天草四郎、他）
- アッシュアームズ‐灰燼戦線‐（戦車 T-70、戦闘機 I-16-5）

### ドラマCD
- Sound Drama Fate/Zero vol.4「煉獄の炎」（2010年、役名なし）
- 穢翼のユースティア 第3章 〜愚者の涙〜（feat.リシア）（2012年）[45]
- ガールズ&パンツァー ドラマCD
  - ドラマCD1 今度はドラマCDです!（2013年、澤梓）
  - ドラマCD2 もうすぐアンツィオ戦です!（2014年、澤梓）
  - ドラマCD4 月刊戦車道CD 戦車女子特集します!（2015年、澤梓）
- 一番くじ ガールズ&パンツァー 〜優勝への軌跡です〜 ドラマCD「私たちが『戦車道』を選んだ理由」(2014年、澤梓）
- ガールズ&パンツァー 最終章 ドラマCD
  - ドラマCD1 テスト勉強です!（2017年、澤梓）
  - ドラマCD2 学園祭です!?（2018年、澤梓）
  - ドラマCD3 練習試合です!（2019年、澤梓）
  - ドラマCD4 おやつの時間はまだかしら♪（2019年、澤梓、アナウンス）

### ナレーション
- TOKYO MX 大進撃放送BONZO![3]
- アニメイト×ムービック『推しなモノコーナー』（2013年）[45]
- 静岡県トラック協会VP（2020年）[2]
- さかなクンYouTubeチャンネル（2020年） ※ボイスロゴ[46]
- 三立製菓工場見学ムービー ※かにぱんお姉さん役・ナレーション[47]

### ラジオ
※はインターネット配信。
- 大橋歩夕の喫茶フェアリーテイルズ（2014年、ゲスト、声旬！ラジオ※）[48]
- ガールズ&パンツァーRADIO ウサギさんチーム、訓練中！（2015年 - 2016年、音泉※[49]・ランティスウェブラジオ※・アニメイトTV※・茨城放送[50]）
- ガールズ&パンツァーRADIO ウサギさんチーム、まだまだ訓練中！（2017年 - 2018年、音泉※）[51]
- ガールズ&パンツァーRADIO ウサギさんチーム、もっともっと訓練中！（2019年 -、音泉※）[52]
- お茶と食で健康でショー IN KADODE OOIGAWA（2020年11月27日、FM島田）[53]

### CM
- 静岡県人権週間（2020年、テレビ・ラジオ・YouTube[54]）

### パチンコ
- CRガールズ&パンツァー（2016年、澤梓）

### パチスロ
- パチスロ ガールズ＆パンツァー（2015年、澤梓）
- パチスロ ガールズ&パンツァーG 〜これが私の戦車道です！〜（2019年、澤梓）

### 舞台
- 劇団ユニットEva第21回公演「ショウジョウジダイ」（2011年9月7～11日、中野ザ・ポケット）[55][56]
- IYAYOWORK「数に溺れた!!」（2014年10月22～26日、ワーサルシアター八幡山劇場） - 少女「エルシー」役[3][57]
- メソッドWSオムニバス公演（2015年1月31日・2月1日、トリトリオフィス稽古場） - コイケ 役[3][58]
- ファルスシアター番外公演Vol.5「やみなべ〜エンドーセレクション〜」（2015年3月20～22日、参宮橋トランスミッション） - トモミ1、トモミ2、セレブ妻、清掃のおばちゃん 役[45][59]
- THE LIVE READING 武装少女マキャヴェリズム（2017年1月27～29日、中目黒キンケロ・シアター） - 鬼瓦輪 役[60]

### ライブ
- Kaleido Heven Presents「ジョシリョク」Vol.2（2014年3月14日、池袋RED-Zone）- 岩﨑春奈との組[3]
- 吉富睦の〝見たい! 聴きたい! 歌いタイ!〟（2015年7月26日、あさがやドラム） - Small Rockets（双葉夕梨、竹内仁美）[61]

### イベント
2014年
- ガールズ&パンツァー ハートフル・ラビット・ファンミーティング（11月3日、茨城・大洗文化センター）[62]

2015年
- ウォークラリーイベント「Oh! 迷子er! よっち!!『〜さいとうよしえを捕獲せよ〜』」（4月29日、千代田区内） - トークゲスト[63]
- 「海の月間」イベント 艦艇公開in大洗（7月11日、大洗港） - ラジオ公開録音[注 2][64]
- 「アニ×サカ!!」- 2015明治安田生命J2リーグ第37節 水戸ホーリーホック対東京ヴェルディ（10月18日、ケーズデンキスタジアム水戸・スタジアム前広場） - ラジオ公開録音[注 3]、プレゼンター、トークショー[65][18]

2016年
- ガールズ&パンツァー 第2次ハートフル・タンク・カーニバル（8月28日、パシフィコ横浜・国立大ホール）[66]
- 東京ゲームショウ2016『World of Tanks Meets ガールズ&パンツァー』スペシャルステージ「ウサギさんチーム、出張中!」（9月17日、幕張メッセ） - トークショー[67]
- 大貫商店会感謝祭（10月7日、大洗町） - トークショー[68]
- 兵庫県立龍野北高等学校「龍北祭」（10月21日・22日、龍野北高等学校） - トークショー、アテレコ体験[69]
- 大阪エンタテインメントデザイン専門学校・宣真高等学校 職業理解イベント（12月21日、池田市民文化会館） - アテレコ体験[70]

2017年
- インターネットラジオステーション＜音泉＞祭り 2017冬「ガールズ&パンツァーRADIO 大洗女子学園・訓練祭り! 〜らんらん作戦決行です!〜」（2月19日、よみうりランド） - ラジオ公開録音[71]
- 大阪エンタテインメントデザイン専門学校 声優&イラスト体験会（3月20日、大阪エンタテインメントデザイン専門学校） - アテレコ体験[72]
- 「海の月間」イベント 艦艇公開in大洗（7月8日、大洗港） - 護衛艦あさゆき1日艦長、第9回大洗ガルパンクイズ大会司会[73]

2018年
- ガールズ&パンツァーRADIO ウサギさんチーム、まだまだ訓練中! 〜最終決戦は公開録音!〜（1月7日、東京国際交流館） - ラジオ公開録音[注 4][74]

2023年
- 静岡市文化・クリエイティブ産業振興センター「OUR FESTIVAL SHIZUOKA 2023」（オリジナルテーマパークミュージック・歌唱担当）[47]

2024年
- AnimeJapan2024（3月23日、東京ビッグサイト） - 渕上舞とのトークイベント[75]

### BD/DVD
- ガールズ&パンツァー オーケストラ・コンサート 〜Herbst Musikfest 2015〜（2015年、特典ディスク1「ハートフル・ラビット・ファンミーティング」）[62]
- ガールズ&パンツァー 第2次ハートフル・タンク・ディスク（2017年）[76]
- THE LIVE READING 武装少女マキャヴェリズム ブルーレイディスク（2017年、本編、キャストコメント、アフタートーク）[77]